# Cantons de Maine i Loira
Fins al 2015 els cantons de Maine i Loira (País del Loira) eren 41 i s'agrupaven en 4 districtes:
- Districte d'Angers (17 cantons - prefectura: Angers) :
cantó d'Angers-Centre - cantó d'Angers-Est - cantó d'Angers-Nord - cantó d'Angers-Nord-Est - cantó d'Angers-Nord-Oest - cantó d'Angers-Oest - cantó d'Angers-Sud - cantó d'Angers-Trélazé - cantó de Beaufort-en-Vallée - cantó de Chalonnes-sur-Loire - cantó de Durtal - cantó de Le Louroux-Béconnais - cantó de Les Ponts-de-Cé - cantó de Saint-Georges-sur-Loire - cantó de Seiches-sur-le-Loir - cantó de Thouarcé - cantó de Tiercé
- Districte de Cholet (9 cantons - sotsprefectura: Cholet) :
cantó de Beaupréau - cantó de Champtoceaux - cantó de Chemillé-Melay - cantó de Cholet-1 - cantó de Cholet-2 - cantó de Cholet-3 - cantó de Montfaucon-Montigné - cantó de Montrevault - cantó de Saint-Florent-le-Vieil
- Districte de Saumur (10 cantons - sotsprefectura: Saumur) :
Cantó d'Allonnes - Baugé - cantó de Doué-la-Fontaine - cantó de Gennes - cantó de Longué-Jumelles - cantó de Montreuil-Bellay - cantó de Noyant - cantó de Saumur-Nord - cantó de Saumur-Sud - cantó de Vihiers
- Districte de Segré (5 cantons - sotsprefectura: Segré) :
cantó de Candé - cantó de Châteauneuf-sur-Sarthe - cantó de Le Lion-d'Angers - cantó de Pouancé - cantó de Segré

De resultes de la redistribució cantonal del 2015 el nombre de cantons va passar de 41 a 21:
Angers-1, Angers-2, Angers-3, Angers-4, Angers-5, Angers-6, Angers-7, Beaufort-en-Vallée, Beaupréau, Chalonnes-sur-Loire, Chemillé-Melay, Cholet-1, Cholet-2, Doué-la-Fontaine, Longué-Jumelles, La Pommeraye, Les Ponts-de-Cé, Saint-Macaire-en-Mauges, Saumur, Segré, i Tiercé.